# 欣德陨石坑

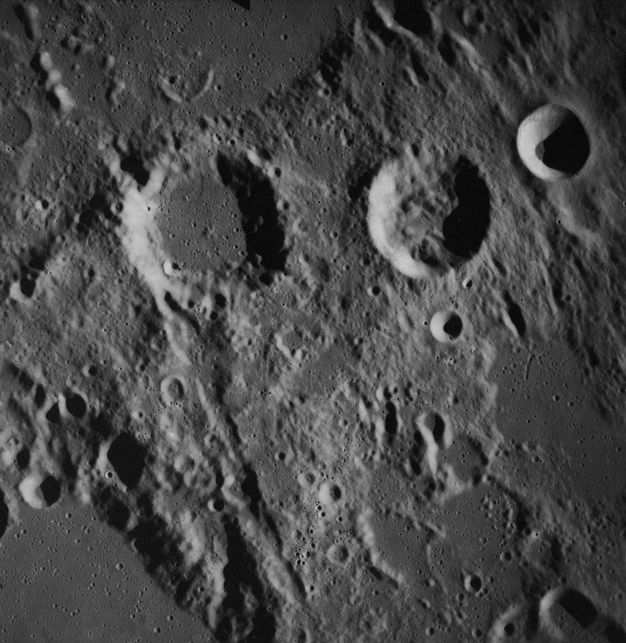
阿波罗16号拍摄的欣德陨石坑(中)和哈雷陨石坑(左)，上右为卫星坑"依巴谷 C"；欣德陨石坑南面是卫星坑"欣德 C"。美国宇航局照片

欣德陨石坑(Hind)是位于月球正面的一座撞击坑，以英国天文学家约翰·罗素·欣德(1823年-1895年)之名命名，1935年被国际天文联合会正式批准接受。
该陨坑坐落于依巴谷环壁平原东南，哈雷陨石坑东面。中心月面坐标为7°54′S 7°24′E / 7.9°S 7.4°E，直径29公里，深度约3公里。除北侧壁有裂隙外，其它部分边缘磨损和变形相对较小，坑内底表较哈雷陨坑更为崎岖。
欣德陨石坑与卫星坑"依巴谷 C"和"依巴谷 L"形成一条直径递减的指向西北的直线。

## 卫星陨石坑
按照惯例，最靠近欣德陨石坑的卫星坑在月图上以字母标注在该坑中心点的旁边。
| 欣德 | 纬度   | 经度   | 直径   |
| ---- | ------ | ------ | ------ |
| C    | 8.7° S | 7.4° E | 7 公里 |